# Belém do Piauí
Belém do Piauí é um município brasileiro do estado do Piauí. Localiza-se a uma latitude 07º22'34" sul e a uma longitude 40º58'18" oeste, estando a uma altitude de 340 metros. Possui uma área de 223,38 km² e sua população, conforme estimativas do IBGE de 2018, era de 3 544 habitantes.

## Localização
| Noroeste: Jaicós                 | Norte: Padre Marcos e Campo Grande do Piauí | Nordeste: Padre Marcos |
| Oeste: Jaicós e Massapê do Piauí |                                             | Leste: Padre Marcos    |
| Sudoeste: Massapê do Piauí       | Sul: Simões                                 | Sudeste: Padre Marcos  |

## Clima
Semiárido, com um período chuvoso muito pequeno, e uma seca que dura em média 7 a 8 meses podendo se estender para 9 ou 10 meses.